# Thạch Hổ
Triệu Thái Tổ (tiếng Trung: 趙太祖, 295 - 349, húy Thạch Hổ, tự Lý Long) là vị vua thứ ba của nhà Hậu Triệu thời Ngũ Hồ thập lục quốc.
Ngoài cách gọi Triệu Thái Tổ, còn có thể gọi là Hậu Triệu Vũ Đế. Ông là cháu của Thạch Lặc, cuộc đời trai trẻ đi theo Thạch Lặc chinh phục các nơi, lập ra nước Hậu Triệu này.

## Tiểu sử
Cha của Thạch Hổ mất sớm nên ngay từ khi còn nhỏ, Thạch Hổ đã phải theo mẹ lang thang nay đây mai đó để kiếm sống. Sau đó, mẹ con Thạch Hổ được cha của Thạch Lặc (người sau này là hoàng đế sáng lập nhà Hậu Triệu) mang về nuôi, vì vậy, có người nói rằng Thạch Hổ và Thạch Lặc là hai anh em.
Khi Thạch Hổ mới khoảng 6-7 tuổi, một thầy tướng số từng nói rằng: "Tướng mạo này chắc chắn là tướng đại quý, tới mức khó có thể tin được".
Thạch Lặc vì gia cảnh đói kém bị đem bán làm nô lệ ở Sơn Đông. Lúc bấy giờ, Thạch Hổ cùng với mẹ Thạch Lặc là Vương thị vẫn ở lại Sơn Tây. Cũng từ đó, Thạch Hổ và Thạch Lặc mất liên hệ với nhau. Cho tới năm Vĩnh Gia thứ 5, Lưu Côn mới mang mẹ của Thạch Lặc và Thạch Hổ tới chỗ của Thạch Lặc, hai người mới gặp lại nhau.
Lúc bấy giờ, Thạch Lặc đã đi theo người Hung Nô đứng đầu là Lưu Uyên và được làm tới chức tướng quân còn Thạch Hổ mới chỉ 17 tuổi. Thạch Hổ tính cách tàn nhẫn, lại ham chơi, cả ngày chỉ thích săn bắn, chơi đùa. Thạch Hổ có sở thích đặc biệt là lấy cung tên bắn người làm thú vui. Thạch Lặc vì thế nổi giận định giết Thạch Hổ. Tuy nhiên, mẹ Thạch Lặc là Vương thị khuyên rằng: "Con trâu khỏe lúc con bé bao giờ cũng hung hăng như vậy. Con hãy kiên nhẫn một chút". Thạch Lặc không biết làm thế nào đành phải nghe theo.
Thạch Hổ có thân hình cao lớn, vạm vỡ, sức vóc hơn người. Thạch Lặc dần dần tín nhiệm và coi trọng Thạch Hổ, phong cho làm Chinh Lỗ tướng quân. Thạch Lặc còn đứng ra cưới em gái của Chinh Bắc tướng quân Quách Vinh về làm vợ của Thạch Hổ.
Tuy nhiên, Thạch Hổ lại là thích nam chứ không thích nữ. Sử sách ghi chép rằng, Thạch Hổ sủng hạnh một tình nhân nam tên là Trịnh Anh Đào. Quách thị vì uất ức quá đã cãi nhau với Trịnh Anh Đào, bị Thạch Hổ đánh chết. Sau này, Thạch Hổ còn cưới một người phụ nữ Thanh Hà là Thôi thị làm vợ bé. Được 1 năm nghe Trịnh Anh Đào gièm pha, Thạch Hổ bèn giết luôn cả vợ bé.

## Lên ngôi
Tới năm Hàm Hòa thứ 5, Triệu Vương là Lưu Diệu bị Thạch Lặc bắt sống, nhà Triệu bị diệt vong. Thạch Lặc xưng đế, phong Thạch Hổ là Thái úy, Thượng thư Lệnh, tấn phong Trung Sơn Vương, thực ấp vạn hộ.
Thạch Hổ cho rằng minh công trạng như vậy, sau khi Thạch Lặc xưng đế sẽ phong cho mình làm Đại Thiền Vu. Không ngờ, chức vụ này lại bị Thạch Lặc phong cho con trai là Thạch Hoằng. Thạch Hổ bắt đầu cảm thấy bất mãn với Thạch Lặc.
Vào năm Diên Hy thứ nhất nhà Hậu Triệu, ngay sau khi Thạch Lặc chết, Thạch Hổ liền hạ lệnh cho con trai của mình là Thạch Thúy dẫn quân vây chặt cả hoàng cung. Văn võ bá quan trong triều ai cũng kinh sợ, tìm cách bỏ trốn. Thái tử Thạch Hoằng sợ hãi tự nguyện nhường ngôi cho Thạch Hổ. Thạch Hổ từ chối nói: "Vua chết thì thế tử lên thay, thần nào dám làm loạn!" Thạch Hoằng biết Hổ chỉ làm trò nên khóc lóc thảm thiết nhất định đòi nhường ngai Hoàng đế lại cho Hổ. Thạch Hổ nổi giận nói: "Ngươi không thể đảm đương thì thiên hạ tự có công luận, làm sao đến lượt nhà ngươi quyết định".
Vì thế, Thạch Hổ vẫn quyết định lập Thạch Hoằng lên ngôi. Thạch Hoằng phong cho Thạch Hổ làm tể tướng, tước Ngụy Vương, Đại Thiền Vu, nắm hết mọi việc trong triều đình.
Trước tình cảnh Thạch Hổ lộng quyền, vợ của Thạch Lặc là Lưu Thị cùng con là Bành Thành Vương Thạch Thậm bàn mưu trừ bỏ Thạch Hổ. Thạch Thậm dự định tới Duyễn Châu tập hợp binh mã, phò con trai của Thạch Lặc là Nam Nhật Vương Thạch Khôi làm Hoàng đế, tuyên bố chiếu lệnh của thái hậu, hiệu triệu lực lượng từ khắp nơi liên hợp lại với nhau để thảo phạt Thạch Hổ. Tuy nhiên, kế hoạch của Lưu thị và Thạch Thậm chưa kịp thực hiện thì bị Thạch Hổ phát hiện. Cả hai người đều bị giết sau đó.
Sau khi nghe tin Thạch Thậm bị giết, Thạch Lương đang trấn giữ ở Lạc Dương và Thạch Sinh đang trấn giữ Trường An liền hợp quân lại tấn công, thảo phạt Thạch Hổ. Thạch Hổ dẫn đầu 7 vạn quân giết Thạch Lương ở thành Kim Dung, sau đó dẫn quân đánh thẳng vào Trường An giết toàn bộ quân tướng của Thạch Sinh.
Thạch Hoằng thấy cảnh anh em của mình lần lượt bị giết vì Thạch Hổ không cầm được lòng nên mang ngọc tỉ trên tay tới chỗ Thạch Hổ nói rằng mình muốn nhường lại ngôi báu cho Thạch Hổ. Thạch Hổ nói: "Người trong thiên hạ tự biết ai là người xứng đáng ngồi lên ngai vàng, làm sao đã tới lượt ngươi!" Thạch Hoằng buồn bã trở về cung nói với mẹ, khóc như mưa: "Con cháu của tiên đế cứ thế mà sẽ bị giết sạch cả thôi!".
Ít lâu sau đó, Thạch Hổ phế Thạch Hoằng làm Hải Dương Vương, rồi trong cùng năm đó, đem Thạch Hoằng cùng em trai và mẹ đẻ Thạch Hoằng giết sạch. Thạch Hổ tự xưng là Đại Triệu Thiên Vương, rồi tới năm Vĩnh Hòa thứ 5 đổi thành Triệu Hoàng Đế, chính thức thay thế Triều đại Hậu triệu của Thạch Lặc.

## Vị vua tàn nhẫn
Năm Kiến Vũ thứ 2, Thạch Hổ xây dựng Điện Thái Vũ ở Tương Quốc và Đông Tây Cung ở Nghiệp Thành. Tất cả các cột trụ, các bức tường, bức màn trong Đông Tây Cung đều được dát bằng vàng và ngọc quý.
Sau khi xây dựng xong cung điện này, Thạch Hổ ra lệnh tuyển hàng ngàn mỹ nữ vào trong cung để mình hưởng lạc. Những cô gái trong cả nước trên 13 tuổi và dưới 20 tuổi có đôi chút nhan sắc đều nhất loạt bị bắt vào cung.
Mỗi lần Thạch Hổ đi săn là triều đình phải huy động hàng ngàn cỗ xe. Thạch Hổ còn ra lệnh cho đóng những cỗ xe rất lớn, gồm có 2 tầng với đầy đủ tiện nghi sang trọng.
Không chỉ xa hoa, Thạch Hổ còn rất tàn bạo. Chuyện kể rằng khi đó, hạn hán, thiên tai khắp nơi khiến nhân dân phải sống trong cảnh đói kém. Những người dân ở Hà Nam đều phải chạy sang nước Đông Tấn để tránh nạn. Thạch Hổ biết chuyện, trách mắng quan Thích sử Hà Nam quản lý không nghiêm rồi ra lệnh cho giết Thích sử Hà Nam cùng toàn bộ các quan viên dưới quyền, tổng cộng hơn 50 người.

### Giết con
Thạch Hổ có hai người con trai, đứa con trưởng là Thiên Vương Thái tử Thạch Thúy, còn con thứ tên là Thạch Tuân được phong là Quận Công. Thạch Thúy sức vóc hơn người và rất độc ác, giống hệt Thạch Hổ.
Cũng giống như cha mình, Thạch Thúy là kẻ háo sắc, hoang dâm vô độ, có khi cả ngày rong chơi chốn thanh lâu, tối mịt mới quay trở về cung. Có lúc lại lần mò tới nhà các quan đại thần, hễ gặp phụ nữ có chút nhan sắc thì bất kể là già trẻ, thân phận ra sao Thạch Thúy đều cưỡng bức.
Tàn bạo hơn, Thạch Thúy ra lệnh cho các cung nữ trang điểm thật đẹp, sau đó sai người chặt đầu của họ để lên mâm cho mọi người cùng xem và bàn tán. Lại có lúc, Thúy dạo chơi trên chùa, gặp một ni cô có dung mạo xinh đẹp, lập tức giở trò đồi bại. Sau khi đã thỏa mãn, Thúy còn ra lệnh cho tay chân giết hại ni cô rồi xẻ thịt nấu chung với thịt lợn, thịt dê để ăn. Không ăn hết, Thúy chia cho tay chân, gọi là thưởng thức thịt mỹ nhân.
Thạch Thúy càng nghênh ngang hơn, vào triều yết kiến nhưng lại không dập đầu tạ ơn, bái yết xong lập tức bỏ đi. Thạch Hổ truyền lệnh hỏi: "Thái tử vào yết kiến hoàng thượng, sao lại có thể bỏ đi như vậy được", Thạch Thúy giả vờ như không nghe thấy gì, cứ như vậy bước đi.
Thạch Hổ giận lắm, ra lệnh phế Thúy làm thường dân và bắt giam vào ngục tối. Đêm hôm đó, Thạch Hổ hạ lệnh giết chết Thạch Thúy cùng vợ con, tổng cộng hơn 26 người rồi cho chôn trong cùng một quan tài. Những người phục vụ trong Đông Cung cũng bị giết sạch, tổng cộng có tới hơn 200 người. Mẹ của Thạch Thúy là Trịnh thị cũng bị phế làm Đông Hải thái phi.
Sau khi giết Thạch Thúy, Thạch Hổ lập Hà Gian Công Thạch Tuyên làm Thiên Vương Thái tử. Tuyên cũng là một kẻ tình tình hung bạo, nham hiểm, trước mặt Thạch Hổ cũng không giấu được sự ngạo mạn.
Không lâu sau đó, trong một lần xung đột, Thạch Tuyên đã chặt đứt tay chân của em trai là Thạch Thao, chọc mù mắt, rồi mổ bụng cho tới chết. Thạch Tuyên lên kế hoạch, dự định trong đám tang của Thạch Tháo sẽ giết luôn cả Thạch Hổ để cướp ngôi.
Thạch Hổ biết tin thì nổi giận, sai nhốt Thạch Tuyên vào cung cấm, đến bữa ăn thì đổ đồ ăn vào máng, cho ăn như súc vật. Tuy nhiên, vẫn chưa hạ cơn tức giận, Thạch Hổ cuối cùng ra lệnh thiêu sống Thạch Tuyên rồi giết toàn bộ gia đình bao gồm vợ và chín đứa con của Thạch Tuyên.

## Hậu Triệu diệt vong
Thạch Hổ chết năm 349, con nuôi là Thạch Mẫn (Nhiễm Mẫn) và đại tướng Lý Nông thừa cơ khống chế chính quyền, giết Bành Thành vương Thạch Tuân, lập Nghĩa Dương vương Thạch Giám lên ngôi. Nhưng sau đó Thạch Giám sợ Thạch Mẫn lấn át quyền hành nên mưu giết Thạch Mẫn. Vì vậy Nhiễm Mẫn bắt giam Thạch Giám. Nhiễm Mẫn ra lệnh tàn sát thẳng tay. Chỉ riêng ở kinh đô Nghiệp Thành có hơn 20 vạn người bị giết. Cuộc tàn sát khiến cho sau đó người Hung Nô bị suy yếu nhanh chóng, không thể phục hồi sức mạnh.
Năm 350, Thạch Mẫn giết Thạch Giám cùng 5 người con và 28 người cháu của Thạch Hổ, giết sạch gia tộc họ Thạch, ban đầu đổi sang họ Lý, sau đổi lại thành họ Nhiễm, tự lập làm hoàng đế, lấy quốc hiệu là Ngụy, sử gọi là Nhiễm Ngụy.